# Tomas Holmström
Pour les articles homonymes, voir Holmström.
Tomas Holmström né le 23 janvier 1973 à Piteå en Suède, est un joueur professionnel suédois de hockey sur glace qui a évolué pendant 16 saisons avec les Red Wings de Détroit dans la Ligue nationale de hockey.

## Biographie

### Carrière en club
Il est choisi en 257e position du repêchage d'entrée dans la LNH 1994 par Détroit.
Joueur travailleur, il est respecté et s'est fait une solide réputation de joueur « dur ».[réf. nécessaire]
Fidèle à Détroit depuis 1994, il a de nouveau prolongé son contrat avec les Wings jusqu'en 2012 pour un montant de 1 875 000,00$ par année. Il a gagné la coupe Stanley en 1997,1998, 2002 et 2008.
En juin 2008, une semaine après remporté la coupe Stanley, il est opéré pour une hernie. Le directeur général Ken Holland indique que Holmstrom aura besoin d'environ deux mois pour s'en remettre.

### Carrière internationale
Il est médaillé d'or aux Jeux olympiques de Turin en 2006 avec l'équipe de Suède.

## Statistiques

### En club
| Saison     | Équipe                    | Ligue      |       | Saison régulière | Saison régulière | Saison régulière | Saison régulière | Saison régulière |    | Séries éliminatoires | Séries éliminatoires | Séries éliminatoires | Séries éliminatoires | Séries éliminatoires |
| Saison     | Équipe                    | Ligue      | PJ    | B                | A                | Pts              | Pun              | PJ               | B  | A                    | Pts                  | Pun                  |                      |                      |
| 1994-1995  | Luleå HF                  | Elitserien | 40    | 14               | 14               | 28               | 56               | 8                | 1  | 2                    | 3                    | 20                   |                      |                      |
| 1995-1996  | Luleå HF                  | Elitserien | 34    | 12               | 11               | 23               | 78               | 11               | 6  | 2                    | 8                    | 22                   |                      |                      |
| 1996-1997  | Red Wings de l'Adirondack | LAH        | 6     | 3                | 1                | 4                | 7                | -                | -  | -                    | -                    | -                    |                      |                      |
| 1996-1997  | Red Wings de Détroit      | LNH        | 47    | 6                | 3                | 9                | 33               | 1                | 0  | 0                    | 0                    | 0                    |                      |                      |
| 1997-1998  | Red Wings de Détroit      | LNH        | 57    | 5                | 17               | 22               | 44               | 22               | 7  | 12                   | 19                   | 16                   |                      |                      |
| 1998-1999  | Red Wings de Détroit      | LNH        | 82    | 13               | 21               | 34               | 69               | 10               | 4  | 3                    | 7                    | 4                    |                      |                      |
| 1999-2000  | Red Wings de Détroit      | LNH        | 72    | 13               | 22               | 35               | 43               | 9                | 3  | 1                    | 4                    | 16                   |                      |                      |
| 2000-2001  | Red Wings de Détroit      | LNH        | 73    | 16               | 24               | 40               | 40               | 6                | 1  | 3                    | 4                    | 8                    |                      |                      |
| 2001-2002  | Red Wings de Détroit      | LNH        | 69    | 8                | 18               | 26               | 58               | 23               | 8  | 3                    | 11                   | 8                    |                      |                      |
| 2002-2003  | Red Wings de Détroit      | LNH        | 74    | 20               | 20               | 40               | 62               | 4                | 1  | 1                    | 2                    | 4                    |                      |                      |
| 2003-2004  | Red Wings de Détroit      | LNH        | 67    | 15               | 15               | 30               | 38               | 12               | 2  | 2                    | 4                    | 10                   |                      |                      |
| 2004-2005  | Luleå HF                  | Elitserien | 47    | 14               | 16               | 30               | 50               | 4                | 0  | 0                    | 0                    | 18                   |                      |                      |
| 2005-2006  | Red Wings de Détroit      | LNH        | 81    | 29               | 30               | 59               | 66               | 1                | 0  | 0                    | 0                    | 0                    |                      |                      |
| 2006-2007  | Red Wings de Détroit      | LNH        | 77    | 30               | 22               | 52               | 58               | 15               | 5  | 3                    | 8                    | 14                   |                      |                      |
| 2007-2008  | Red Wings de Détroit      | LNH        | 59    | 20               | 20               | 40               | 58               | 21               | 4  | 8                    | 12                   | 26                   |                      |                      |
| 2008-2009  | Red Wings de Détroit      | LNH        | 53    | 14               | 23               | 37               | 38               | 23               | 2  | 5                    | 7                    | 22                   |                      |                      |
| 2009-2010  | Red Wings de Détroit      | LNH        | 68    | 25               | 20               | 45               | 60               | 12               | 4  | 3                    | 7                    | 12                   |                      |                      |
| 2010-2011  | Red Wings de Détroit      | LNH        | 73    | 18               | 19               | 37               | 62               | 11               | 3  | 4                    | 7                    | 8                    |                      |                      |
| 2011-2012  | Red Wings de Détroit      | LNH        | 74    | 11               | 13               | 24               | 40               | 5                | 1  | 1                    | 2                    | 2                    |                      |                      |
| Totaux LNH | Totaux LNH                | Totaux LNH | 1 026 | 243              | 287              | 530              | 769              | 180              | 46 | 51                   | 97                   | 162                  |                      |                      |

### En équipe nationale
| Année | Équipe | Compétition          |   | PJ | B | A | Pts | Pun           |  | Résultat |
| 1996  | Suède  | Championnat du monde | 6 | 1  | 0 | 1 | 12  | 6e place      |  |          |
| 2002  | Suède  | Jeux olympiques      | 4 | 1  | 0 | 1 | 2   | 5e place      |  |          |
| 2004  | Suède  | Coupe du monde       | 4 | 3  | 2 | 5 | 8   | 5e place      |  |          |
| 2006  | Suède  | Jeux olympiques      | 8 | 1  | 3 | 4 | 10  | Médaille d'or |  |          |